# Walt Whitman
Walt Whitman (született: Walter Whitman; West Hills, Huntington Township, New York, 1819. május 31. – Camden, New Jersey, 1892. március 26.) amerikai költő.

## Életpályája

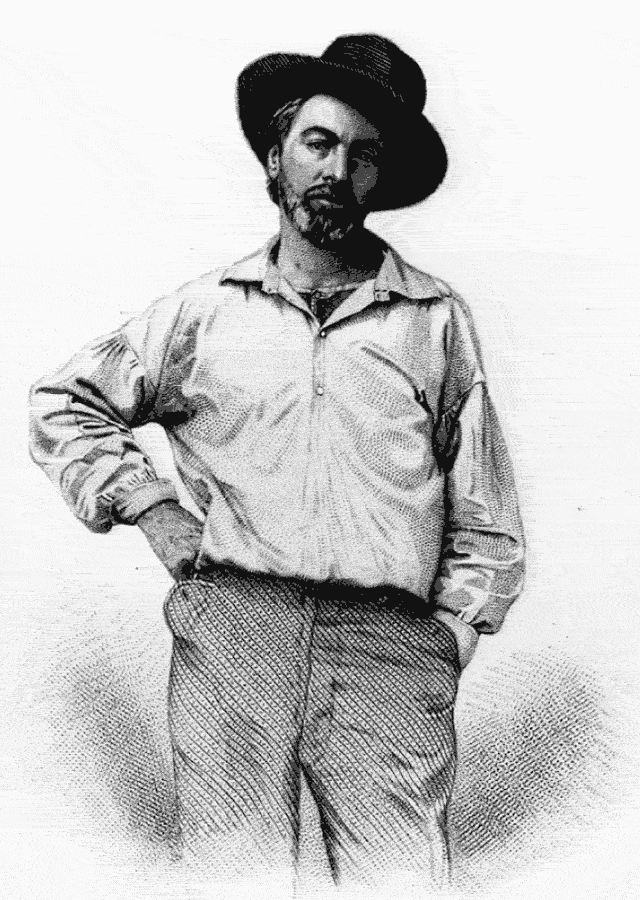
Fiatalkori képe

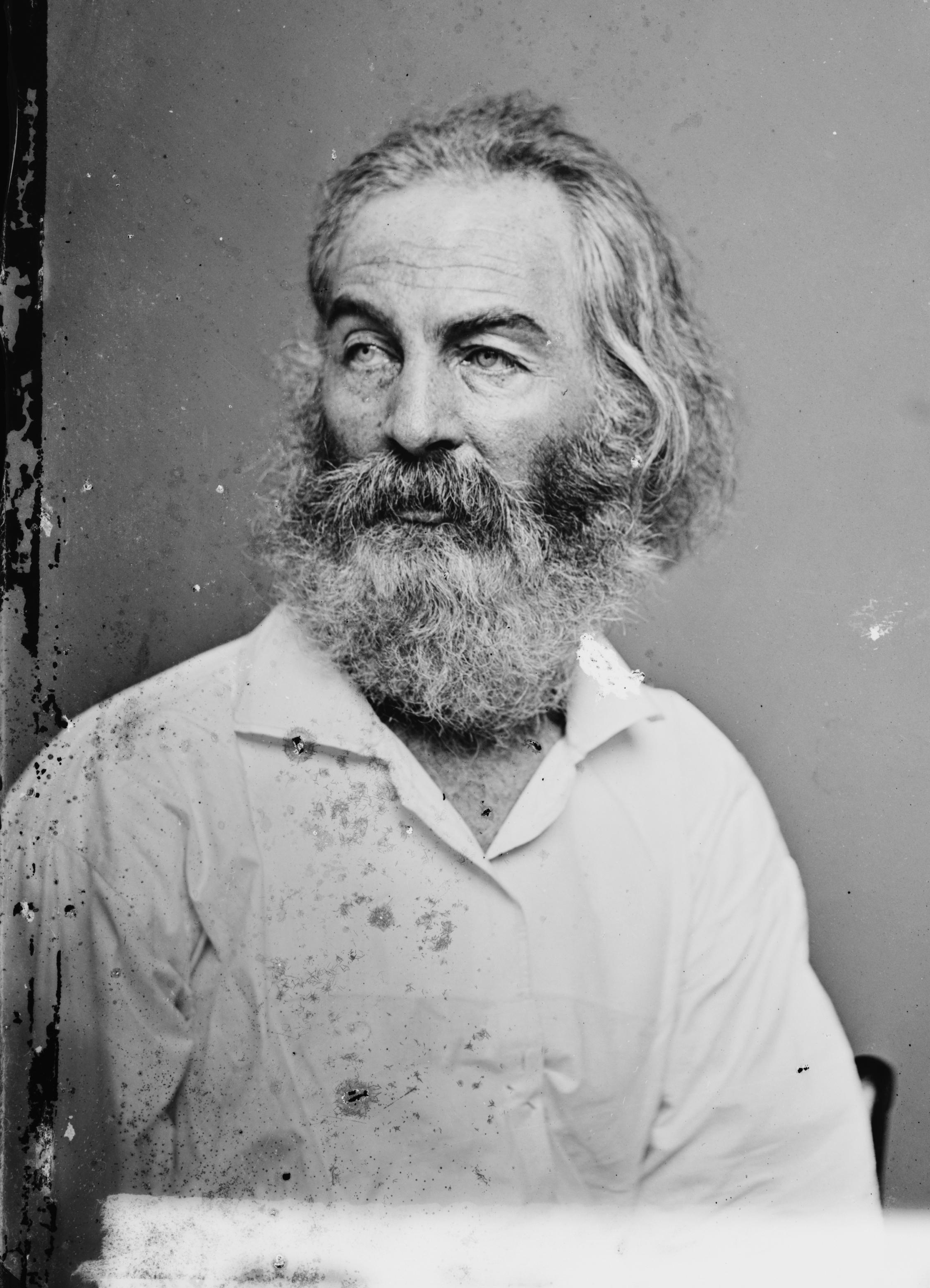
Az 1860-as évek körül

Szülei korai Long Island-i telepesek leszármazottai voltak, apja Walter Whitman, foglalkozására nézve farmer, majd ácsmester volt, anyja Louisa Van Velsor németalföldi eredetű ősökkel bírt. Walt Whitman második gyermekként látta meg a napvilágot, kilencen voltak testvérek, közülük heten érték meg a felnőttkort. A család gyakran költözködött, 1823-ban Brooklyn-ban telepedtek meg, Walt Whitman itt járt iskolába, egyszerű környezetben nőtt fel. Walt Whitman 1830 körül otthagyta az iskolát, s ügyvédi irodában dolgozott titkári beosztásban, majd kitanulta a nyomdászmesterséget és nyomdász, tanító, újságíró lett, ezekből a mesterségekből tartotta fenn magát. Korán kezdett verselni, első kötetét saját költségén adta ki 1855-ben, címe: Leaves of Grass, magyar nyelven Fűszálak címen adták közre. Nagyon eredeti amerikai költő volt, nem az európai mintákat követte, hanem saját magából és az őt körülvevő közösségből, környezetből merítette témáit. 
Az első tipikusan amerikai költő, aki az emberekkel, minden emberrel, az élő és élettelen világgal való összetartozás érzését öntötte versekbe. Az öröm, a diadal süt át minden költeményén, azt érezteti, hogy az a világ, amelyben ő él, minden rosszaságával és csúnyaságával együtt nagyszerű hely. Verseiből sugárzik az amerikai optimizmus, a megélt szabadság és demokrácia. Amerika megnyerte a függetlenségi háborút, majd az 1861-1865 közt tartó hosszadalmas, leggyakrabban döntetlen ütközetekkel végződő, s nagy vérveszteségekkel járó amerikai polgárháborúból is győztesen került ki, egyben maradt ez a hatalmas ország, az Egyesült Államok. Ma már tudjuk, hogy a 20. századi első és második világháború idején is a győztesek oldalán harcolt Amerika. Ennek az Amerikának a gyermeke Walt Whitman. Az amerikai közösségért és benne önmagáért is lelkesedett.
Része volt a költőnek közelebbről is az amerikai polgárháborúban, közvetlenül nem állt be a katonák közé, de mint hadi tudósító több alkalommal a csatamezőkön is járt, azokon a helyeken, ahol a halott és sebesült katonák feküdtek, s látogatta a virginiai kórházakat. Amikor testvére George Washington Whitman megsebesült Fredericksburg csatamezején, s kórházba került, akkor a New Yorkban élő Walt Withman Washingtonba ment, s megkereste sebesült testvérét. Ezek után elhatározta, hogy betegápoló lesz, s a sebesült katonáknak szenteli idejét. Nagyon sok sebesült katonának nyújtott vigaszt, írt helyettük levelet a családjuknak, a washingtoni kórházakban dolgozó orvosok is igen jótékonynak találták Walt Whitman sebesültek közt végzett tevékenységét. A költő írnoki állást vállalt a hadsereg számviteli hivatalában, csekély fizetését a sebesültek apró szükségleteinek kielégítésére fordította. Négy évet töltött önkéntes kórházi látogatásokkal, rengeteg tapasztalatot szerzett, a sebesülések jellegéből felismerte, hogy puskalövedék, tüzérségi gránát vagy tömör ágyúgolyó okozta, legtöbbször ez utóbbiak már a csatamezőn meghaltak. Mintegy 30%-os vérveszteséggel számoltak a csatákban, s a korabeli körülmények közt gyakran több nap vagy akár egy-két hét is eltelt, amíg a sebesültek kórházba jutottak, s a háború első felében a kórházi körülmények riasztóak voltak, csoda, hogy sokan mégis túlélték. 1862-ben állt be változás, amikor William Hammond került az északiak egészségügyi szolgálatának élére. 
Walt Withman a sebesültek szemével látott rá a csatamezőkre, s arra, hogy mi vár az otthoniakra, apákra, anyákra, feleségekre, testvérekre. Whitman a sebesültek közt találta meg az amerikai személyiség kifejeződését, közöttük alakult tovább a saját amerikai személyisége is, mindezeket szabad versekben írta meg, elvetette a kötött versformákat, ugyanakkor versei sorokra vannak tördelve, s bennük egy utánozhatatlan belső ritmus uralkodik, amely közel hozza a témát az olvasóhoz. Egy nagy korban élt Walt Withman, jelen volt az amerikai nemzet születésénél, ettől ragyognak, szárnyalnak versei, amelyek azonban sajnos saját korukban nem értek el ahhoz a közösséghez, amely ihlette azokat. Az izmusok megjelenése idején, amikor a szabadvers divat lett, az első világháború előtt és után fedezték fel posztumusz Walt Withman költészetét, s a költészet megújulása idején figyeltek újra és újra rá, eredetiségére, amely a szintén posztumusz felfedezett angol William Blake költészetét is jellemezte, talán ismerte is Whitman Blake profétikus köteteit. Mintaképe leginkább az angol Szentírás és Macpherso-Osszián ritmikus prózája lehetett.
Betegápolói tevékenysége után különböző minisztériumokban dolgozott. Whitman hatalmas egészsége lassan felőrlődött, 1873-ban agyvérzés érte és megbénult, de idős korában is változatlan lelkesedéssel ontotta verseit. Ő volt az Egyesült Államok első nemzeti költője, majd az euroatlanti kultúra egyik világirodalmi jelentőségű alakja. Mind Edgar Allan Poe, mind Whitman nagy hatást gyakorolt az angol és a francia költészetre. Hazánkban a Nyugat költői (Babits Mihály, Füst Milán, Kosztolányi Dezső, Szabó Lőrinc stb.) fordították magyar nyelvre verseit, majd Raáb György, Gáspár Endre, Vas István, Lator László stb.

## Legfontosabb versei
- "Song of Myself" ("Ének magamról"; ford. Füst Milán, Gáspár Endre, Raáb György)
- "Crossing Brooklyn Ferry" ("Átkelés a brooklyni réven"; ford. Vas István)
- "Out of the Cradle Endlessly Rocking" ("A bölcső végtelen rengéséből"; ford. Weöres Sándor)
- "As I Ebb'd with the Ocean of Life" ("Mert életem apadt az életóceánnal"; ford. Lázár Júlia)
- "When Lilacs Last in the Dooryard Bloom'd" ("Mikor legutóbb nyílt orgona ajtóm előtt"; ford. Kiss Zsuzsa)
- "The Sleepers"

## Leaves of Grass
A teljes 1855-ös első kiadás beszkennelve

## Válogatott bibliográfia

### Whitman művei
- Leaves of Grass (1855) / by Walt Whitman
- Complete Poetry and Collected Prose. New York: Library of America, 1982.
- Selected Poems. New York: Library of America, 2003

### Whitmanra vonatkozó művek
- American poetry / Randall Stewart, Dorothy Bethurum. Glenview, Ill. : Scott and Foresman, 1964. 268 p.

### Whitmanra vonatkozó magyar nyelven megjelent munkák
- Szerb Antal: A világirodalom története. 2. köt. Budapest; Révai, 1942. Walt Wittman lásd 379-383. p.

## Magyarul megjelent művei (válogatás)
- Ének magamról; ford., előszó Gáspár Endre; Bán, Wien, 1921 (Falanx könyvtár)
- Walt Whitman versei; ford., bev. Pásztor Árpád; Dick, Bp., 1923
- Shakespeare Hamletje és Byron, Milton, Shelley, Rabindranath Tagore, Whitman, Wilde és Wordsworth. Versek; ford. Szabó T. Attila; Füssy, Torda, 1929
- Walt Whitman költeményei; ford. Keszthelyi Zoltán; Magyar-Amerikai Társaság, Bp., 1947
- Fűszálak; vál., bev., jegyz. Szenczi Miklós, ford. Szabó Lőrinc et al.; Új Magyar Kiadó, Bp., 1955
- Fűszálak. Összes költemények; ford. Babits Mihály et al., utószó, jegyz. Országh László; Magyar Helikon, Bp., 1964
- Ének magamról válogatott versek; ford. Babits Mihály et al., vál., utószó Szász János, jegyz. Szenczi Miklós, Szász János, Kriterion, Bucureşti, 1989
- Fűszálak. Walt Whitman versei; vál. Ferencz Győző, ford. Babits Mihály et al.; Európa, Bp., 1992 (Lyra mundi)
- Walt Whitman, Robert Browningː Tébolyda-cella. Válogatott versek; ford. Füst Milán et al.;. Interpopulart, Szentendre, 1994 (Populart füzetek)
- Walt Whitman legszebb versei; ford. Babits Mihály et al.; Móra, Bp., 1996 (A világirodalom gyöngyszemei)